# 電磁極化子

磷化鎵中聲子-電磁極化子的色散關係。紅線為未耦合的聲子及光子的色散關係；黑線為其耦合（自上而下：高能態電磁極化子、縱光學聲子、低能態電磁極化子）

電磁極化子是一種玻色子準粒子（不應與極子，一種費米子準粒子混淆）。它是由電磁波之間的強烈耦合以及帶有電偶極子或磁偶極子的激發作用中誕生，是能級迴避交叉現象的一種表現。
電磁極化子描述了光的色散與產生交互作用的共振的交叉，在此情況下其可被視作新的簡正模，形成於特定物質或結構的模的強烈耦合，即光子和偶極振盪。
在弱耦合近似條件不成立的情況下，光子在晶體自由傳播的模型並不充分。電磁極化子的一個主要特徵是其與光在晶體的傳播速度（光子的頻率）的強烈關聯。

## 歷史
1929年勒維·通克斯及歐文·蘭米爾觀察到等離化氣體的振盪。而電磁極化子的概念則最初由Kirill Tolpygo所考慮到，他在1950年得出離子晶體中聲子與電磁波的耦合狀態及其色散的關聯，即聲子-電磁極化子。黃昆也在1951年獨立得出此成果。它在蘇聯被稱為光-激子（Light-exciton），現今的通用名稱則由約翰·霍普菲爾德所改。
1968年安德里亞斯·奧托首次發表有關表面等離極化激元的論文。在2016年的意大利國家研究院以有機微腔器件觀察到室溫中的超流體弗倫克爾激子-電磁極化子。在2018年2月發現了新的三光子形態，並可能形成電磁極化子；此發現有助量子電腦的發展。

## 種類
1. 聲子-電磁極化子：由紅外線光子及光學聲子的耦合。
2. 激子-電磁極化子：由可見光光子及激子的耦合。其在使用氧化亞銅的實驗中取得豐碩的成果。
3. 能帶內-電磁極化子：由紅外線或太赫輻射光子及能帶內激發（Intersubband excitation）耦合。
4. 表面等離極化激元：由表面電漿子及光子（波長取決於物質及其形狀）的耦合。
5. 布拉格電磁極化子（Braggoriton）：布拉格光子模與體激子（Bulk exciton）耦合。[10]
6. 等離激子激元（Plexciton）：電漿子及激子的耦合。[11]
7. 磁振子-電磁極化子：磁振子及光子的耦合。
8. 共振腔-電磁極化子：[12]共振腔模與激子耦合。